# Ronald Pope
Ronald Pope (1920-1997) fue un pintor y escultor inglés nacido en Derbyshire. Vivió gran parte de su vida en Melbourne, donde desarrolló su trabajo artístico.

## Biografía

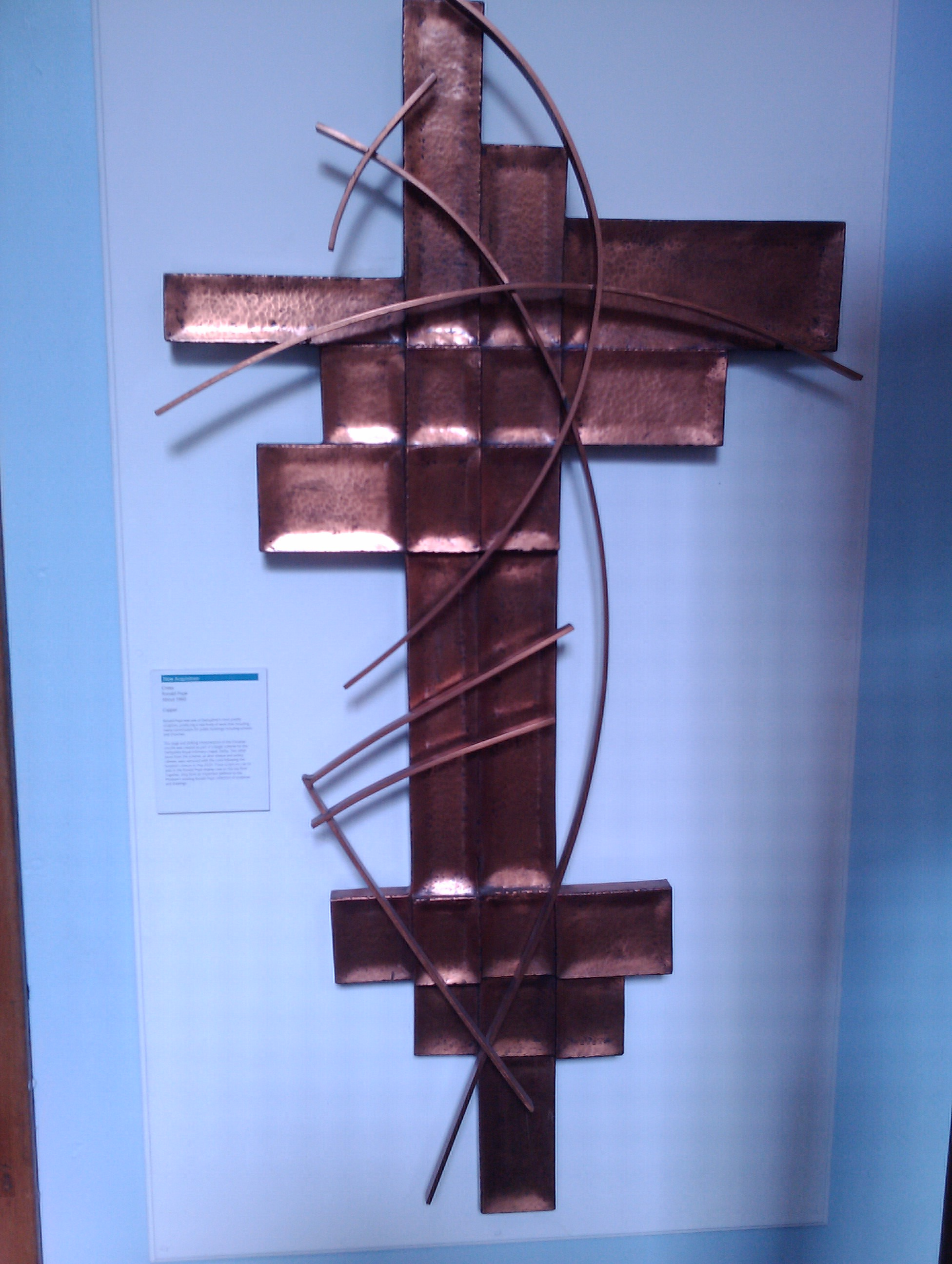

Pope pasó los años de la guerra dibujando herramientas para la Rolls Royce en Derby, donde aprendió las técnicas de fundición y soldadura que después usaría en sus obras. En 1945, estudió escultura con el profesor F. E. McWilliam en la Slade School of Fine Art en Londres. Más tarde, estudió cerámica con Heber Matthews en la Woolwich Polytechnic.
En los años siguientes, Pope ha desarrollado numerosos trabajos para espacios públicos, iglesias, escuelas, hospitales, empresas y trabajos encomendados por arquitectos (como Sir Basil Spence). Su obra es marcada principalmente por la armonía de las formas y la búsqueda de la expresión de los ideales humanistas, la paz y la reflexión.
Pope dejó de trabajar con esculturas en la década de 1990 y se dedicó a pintar acuarelas. Algunas de sus obras (tanto de pintura como de escultura) están en exhibición permanente en los museos Derby Museum and Art Gallery y Museo de Watford. Sin embargo, muchas de sus esculturas más importantes, producidas en los años 1950 y 1960 se encuentran en lugares públicos en Staffordshire, Derbyshire, Nottinghamshire, Leicestershire, Gloucestershire, Hertfordshire, Norfolk y Yorkshire.
Pope murió en 1997, dejando esposa y dos hijos adultos.